# Marktkerk van de Heilige Geest
De lutherse Marktkerk van de Heilige Geest (Duits: Marktkirche zum Heiligen Geist) is een historisch kerkgebouw in het mijnstadje Clausthal-Zellerfeld (voor 1924 Clausthal). De kerk is de grootste houten kerk van Duitsland en behoort tot de belangrijke vertegenwoordigers van de Noord-Duitse barok.

## Geschiedenis

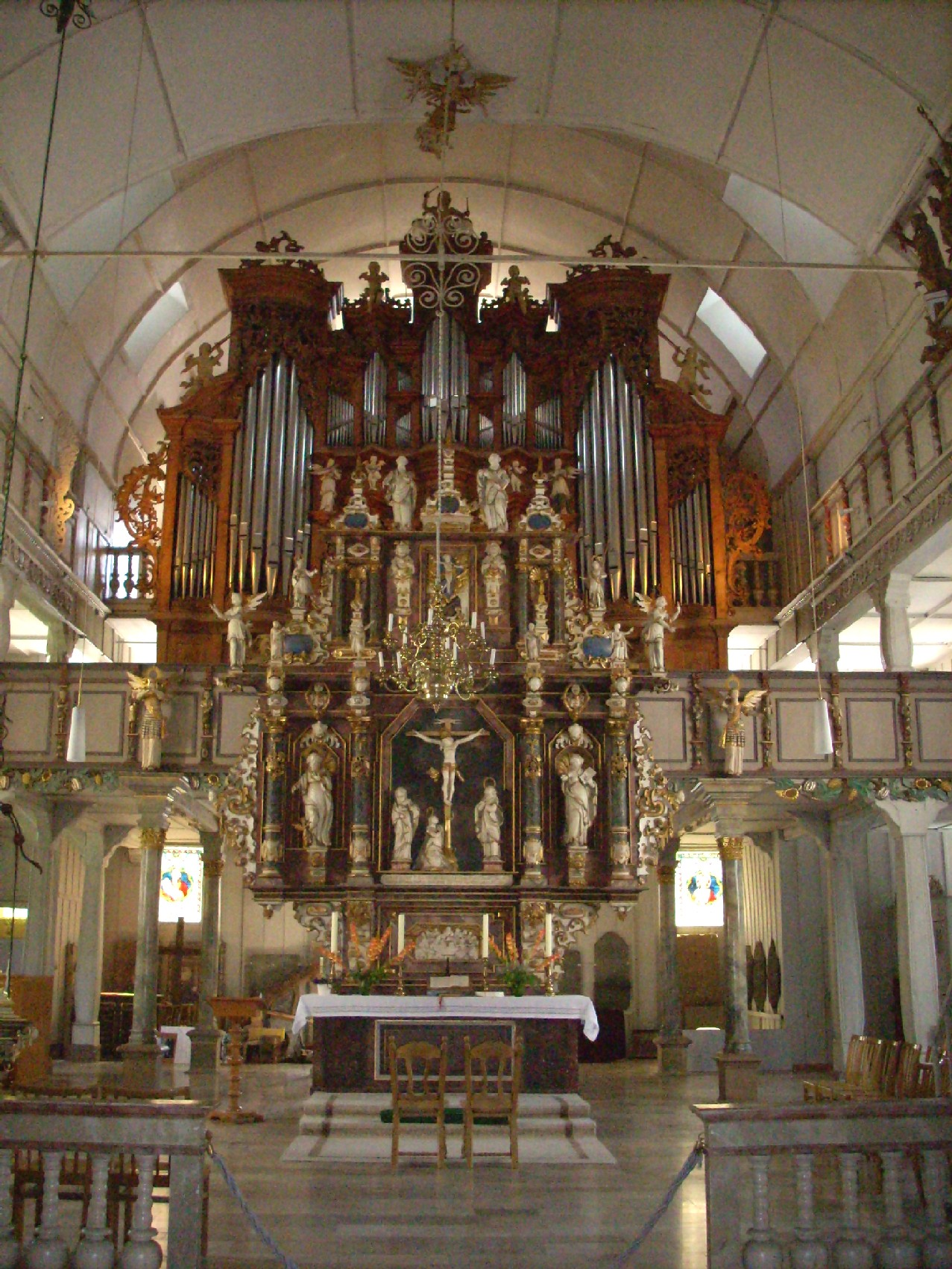
Orgel en altaar

In het jaar 1634 vernietigde een grote brand een groot deel van het mijnstadje Clausthal. Onder de gebouwen die verloren gingen bevond zich ook de in 1610 voltooide voorganger van de huidige kerk.
Ondanks de rampzalige gevolgen voor het stadje en de alles verlammende Dertigjarige Oorlog, werd vrijwel onmiddellijk na de brand met de planning van de nieuwbouw begonnen. Het nieuwe kerkgebouw zou nog groter en fraaier worden uitgevoerd dan het verwoeste kerkgebouw. Dankzij gulle gaven kon al tijdens het pinksterfeest in 1642 de nieuwe Heilige Geestkerk met haar belangrijke kunstwerken worden ingewijd.
Latere vergrotingen en verbouwingen zouden weinig afbreuk doen aan de oorspronkelijkheid van het gebouw. De Marktkerk onderging sinds 2001 wegens ernstige schade wegens o.a. vocht een omvangrijke restauratie, die in september 2008 met de reconstructie van de meer dan 30 meter hoge toren werd afgesloten.

## Beschrijving
Het kerkgebouw betreft een 57 meter lange zaalkerk met galerijen die toegankelijk zijn via drie noordelijke en twee zuidelijke trappenhuizen. Afgezien van de dakbedekking is het gehele gebouw van hout opgetrokken. In 2012 werd de grijze kleur van het hout vervangen door een blauwe kleur. Boven het westelijke deel van het kerkschip bevindt zich een lantaarn als dakruiter en voor het kerkschip een klokkentoren met een barokke afsluiting.
Het interieur dat omsloten wordt door meerdere galerijen heeft een decoratieloos tongewelf. Alle aandacht gaat uit naar het indrukwekkende altaar met orgel, de kansel en het doopvont.
De beeldenrijke kanselkuip wordt door een beeld van de profeet Mozes gedragen. Op de tafels die Mozes vasthoudt zijn niet zoals gebruikelijk de Tien Geboden weergegeven, maar de samenvatting ervan door Jezus uit Matteüs 22:37-39 : dv solt lieben Gott deinen Herrn von gantzem Hertzen von gantzer Seelen vond gantzem Gemvthe; vnd deinen Nechtsten als dich selbst.

## Orgel
Het eerste orgel van de Marktkerk werd in 1642 door Andreas Weiß uit Meiningen gebouwd. Voor een nieuw orgel bouwde Johann Albrecht Unger uit Nordhausen de tot op de dag van vandaag behouden rococo-orgelkas, waarin zich sinds 1976 een orgel van de orgelbouwer Paul Ott uit Göttingen bevindt. Door de ornamentiek en de zingende respectievelijk musicerende engelen komt het thema "Alles wat adem heeft, love de Here"  in vormgeving van de orgelkas tot uitdrukking. Het instrument bezit 41 registers op sleepladen. De speeltracturen zijn mechanisch, de registertracturen elektrisch.

## Afbeeldingen

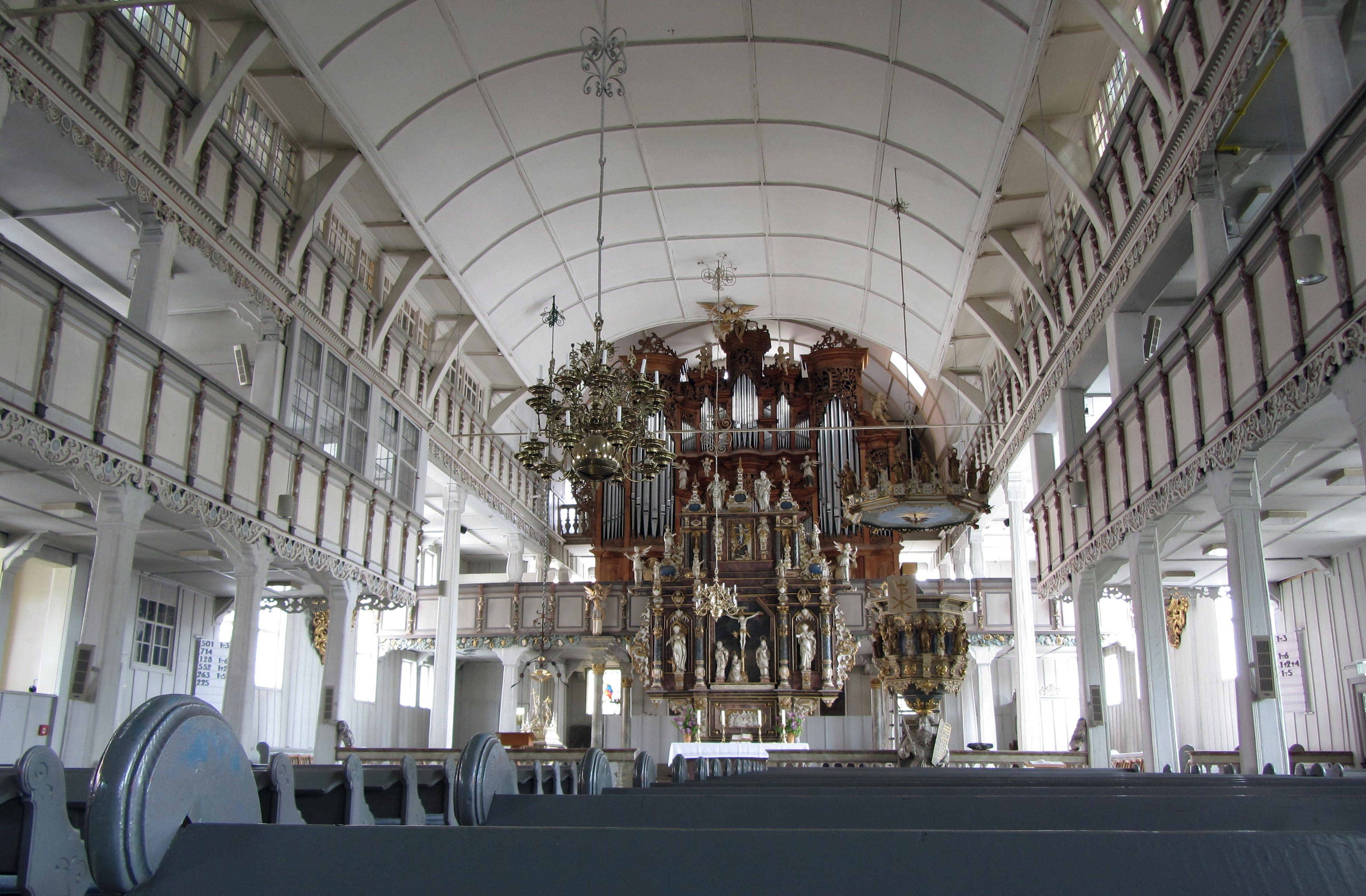
Orgel en altaar
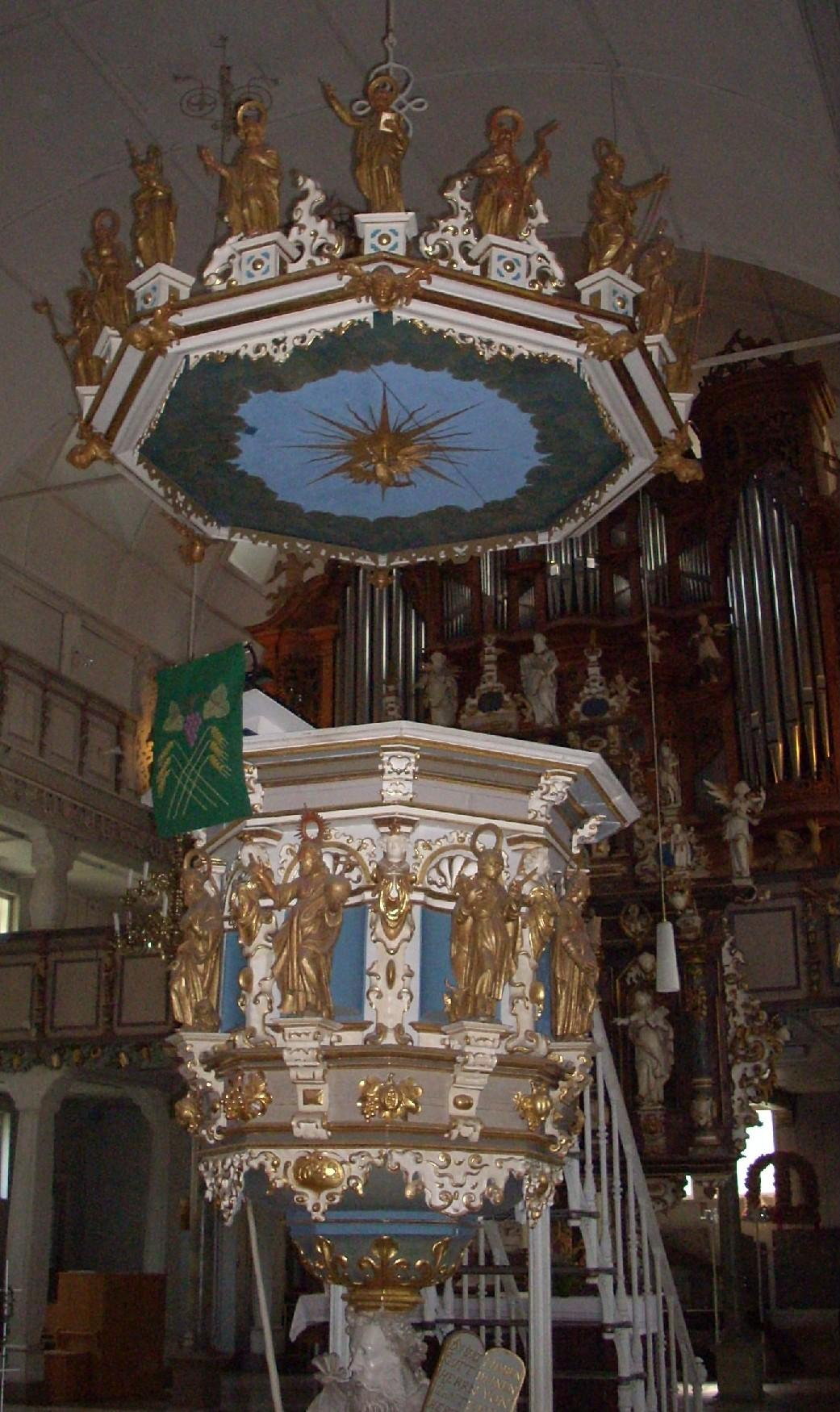
Kansel
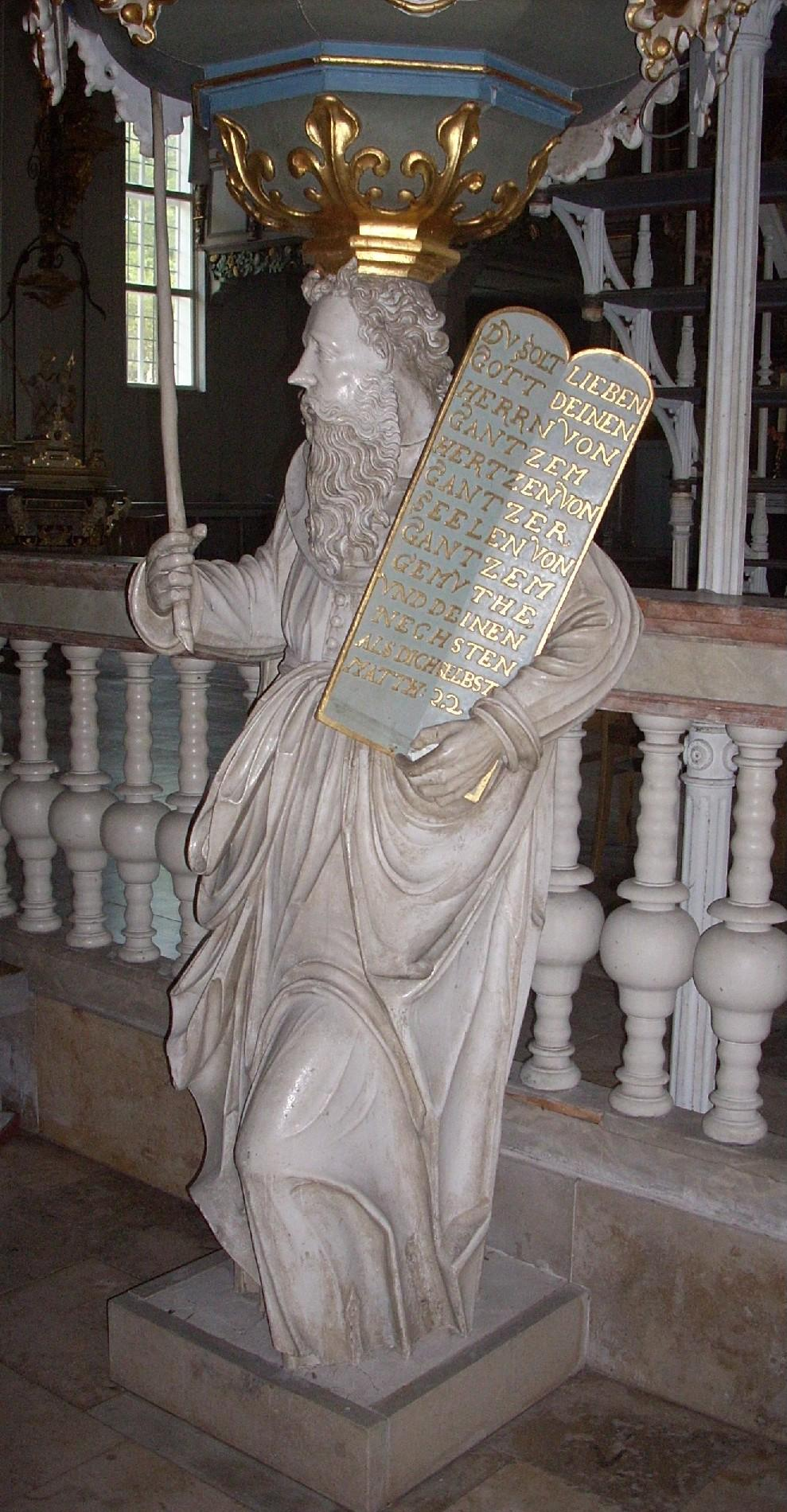
beeld Mozes
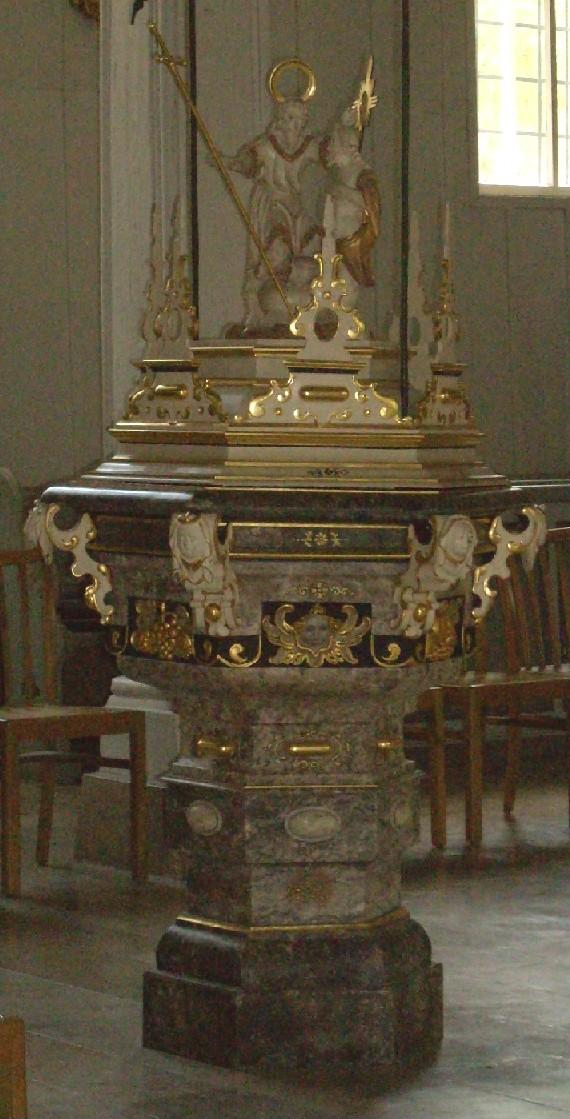
Doopvont